# Conehatta
Conehatta é uma Região censo-designada localizada no estado americano de Mississippi, no Condado de Newton.

## Demografia
Segundo o censo americano de 2000, a sua população era de 997 habitantes.

## Geografia
De acordo com o United States Census Bureau, tem uma área de
41,3 km², dos quais 41,1 km² cobertos por terra e 0,2 km² cobertos por água. Conehatta localiza-se a aproximadamente 142 m acima do nível do mar.

## Localidades na vizinhança
O diagrama seguinte representa as localidades num raio de 20 km ao redor de Conehatta.